# 程時思
程時思（1514年—？），字以學，江西饒州府浮梁縣人，軍籍，明朝政治人物。

## 生平
江西鄉試第六十二名舉人。嘉靖十七年（1538年）中式戊戌科會試第一百七十四名，登第三甲第一百一十一名進士。授鄖陽府推官，嘉靖二十六年（1547年）六月選授兵科給事中。二十七年三月升礼科右，奏劾新升南京刑部右侍郎魏有本庸劣贪鄙，十一月升刑科左给事中。

## 家族
曾祖程萬元；祖父程富昶；父程儦，母汪氏；繼母吳氏。具庆下。